# Гинзбург, Наталия
Наталия Гинзбург (итал. Natalia Ginzburg; 16 июля 1916, Палермо — 7 октября 1991, Рим) — итальянская писательница и переводчица.

## Биография
Наталия Леви родилась в Палермо в семье известного гистолога еврейского происхождения Джузеппе Леви, родом из Триеста, и Лидии Танци из Милана. Детство Наталии прошло в Турине. 

Она дебютировала в 1933 году с рассказом «Дети» (I bambini), опубликованным в журнале «Solaria».
В 1938 году вышла замуж за литератора и издателя Леоне Гинзбурга, 1909—1944), родом из Одессы. В браке Наталия Гинзбург родила троих детей: Карло, ставшего известным историком и писателем, Андреа и Алессандру. Перед началом Второй Мировой войны активно участвовала в антифашистском движении в Турине.
В 1940 году вместе с мужем, сосланным по политическим мотивам, переехала в Абруццо, где оставалась до 1943 года. В 1942 году опубликовала под псевдонимом Алессандра Торнимпарте (итал. Alessandra Tornimparte) свой первый роман «Дорога, ведущая в город» (итал. La strada che va in città). В 1945 году роман был опубликован под её настоящим именем. В феврале 1944 года, после смерти мужа в тюрьме Реджина Коэли, Наталия Гинзбург вернулась в Турин и по окончании войны начала работать в издательстве «Эйнауди» (итал. Einaudi). В 1947 году её второй роман «Так всё и было» (итал. È stato così) удостоился литературной премии «Время» (итал. Tempo).
В 1952 году Наталия Гинзбург вышла замуж за преподавателя английского языка Габриэле Бальдини и переехала в Рим. В том же году вышел в свет её самый значительный роман «Все наши вчерашние дни» (итал. Tutti i nostri ieri). В 1957 появились роман «Валентино» (итал. Valentino; Премия Виареджо) и повесть «Стрелец» (итал. Sagittario), а в 1961 году — роман «Вечерние голоса» (итал. Le voci della sera). В 1964 году Гинзбург сыграла Марию из Вифании в фильме Пазолини «Евангелие от Матфея». В 1965 году она написала комедийную пьесу «Я вышла за тебя замуж от веселья» (итал. Ti ho sposato per allegria), имевшую большой успех у зрителей. Затем были написаны ещё 9 комедий, среди которых «Клубника со сливками» (итал. Fragola e panna), «Секретарша» (итал. La segretaria), «Интервью» (итал. L’intervista).
В 1969 году Гинзбург снова овдовела. Годом позже появилась её книга «Никогда у меня не спрашивай» (Mai devi domandarmi). В 1970-е гг. вышел роман «Дорогой Микеле» (Caro Michele), сборник рассказов и статей «Воображаемая жизнь» (Vita immaginaria), сборник из двух повестей «Семья» (Famiglia).
Дважды (в 1983 и 1987 гг.) Наталия Гинзбург избиралась в парламент от Итальянской коммунистической партии. Выступала за снижение цен на хлеб, за помощь палестинским детям, за уголовное преследование насилия и за реформу законодательству по вопросам усыновления. Тогда была опубликована книга «Семья Мандзони» (La famiglia Manzoni, 1983), эссе о творчестве поэта Сандро Пенны и эпистолярный роман «Город — это дом» (La città è la casa, 1984), «Серена Крус, или настоящая справедливость» (Serena Cruz o la vera giustizia, 1990).
Писательница умерла 7 октября 1991 года в Риме, за несколько дней до смерти закончив перевод романа Ги де Мопассана «Жизнь». В 1999 году была посмертно опубликована книга «Трудно говорить о себе» (È difficile parlare di sé), составленная из её радиоинтервью.